# Захарчук Микола Максимович
Микола Максимович Захарчук (*1 січня 1923 — †14 липня 2005) — Герой Радянського Союзу, військовий, командир взводу 615-го стрілецького полку 167-ї Сумської стрілецької дивізії 38-ї армії Воронезького фронту, старший лейтенант.

## Біографія
Народився у селі Влашанівка в сім'ї селянина. Українець. Закінчив 7 класів. Працював в МТС.
У Червоній Армії з січня 1942 року. Учасник Другої світової війни з лютого 1942 року. У серпні 1942 року закінчив курси молодших лейтенантів. Воював на Брянському і Воронезькому фронтах. Був тричі поранений і контужений.
Командуючи взводом 615-го стрілецького полку, 167-ї Сумської стрілецької дивізії, 38-ї армії, Воронезького фронту старший лейтенант Микола 3ахарчук відзначився у битві за Дніпро.
У ніч на 29 вересня 1943 взвод під його командуванням переправився на правий берег і вибив ворога з території цегельного заводу на північній околиці села Вишгород, відбив сім контратак противника, в ході яких Микола 3ахарчук був важко поранений. Взвод протягом семи діб утримував оборону до підходу підкріплення.
Представляючи відважного командира взводу до вищої нагороди Батьківщини, командування й товариші вважали його загиблим.
Указом Президії Верховної Ради СРСР від 10 січня 1944 року за зразкове виконання бойових завдань командування на фронті боротьби з ворогом і проявлені при цьому мужність і героїзм, старшому лейтенанту Миколі Максимовичу Захарчуку посмертно присвоєно звання Героя Радянського Союзу.
І тільки після війни відважному командиру взводу було вручено орден Леніна і медаль «Золота Зірка» № 5826.
З 1946 року майор Микола 3ахарчук — у запасі. З 1967 року жив у місті Шостка Сумської області, потім у місті Херсоні, а останнім часом у місті Києві. Помер 14 липня 2005 року.
Нагороджений орденами Леніна, Вітчизняної війни I ступеня, медалями.